# ژاور
ژاور (به فرانسوی: Javert) نام شخصیت منفی داستان بینوایان (به فرانسوی: Les Misérables) اثر ویکتور هوگو (به فرانسوی: Victor Hugo) است. ژاور در زندان متولد شد. او یک بازرس پلیس است که در طول داستان، برای دستگیری ژان والژان (به فرانسوی: Jean Valjean) تلاش می‌کند. او در انتها خود را به رودخانهٔ سن پرت کرده، خودکشی می‌کند.

## زندگی‌نامه
ژاور در حوالی سال ۱۷۸۰ در یک زندان متولد شد. مادر او زنی فالگیر و پدرش محکوم به اعمال شاقه بود.
وقتی بزرگ شد، متوجه شد که نمی‌تواند وارد اجتماع شود. او مشاهده کرد که اجتماع دو طبقه از مردم را از خود می‌راند: یکی مجرمان و دیگری محافظان اجتماع. او به خاطر کینهٔ شدیدی که نسبت به طبقهٔ خود داشت، تصمیم گرفت محافظ اجتماع شود و پلیس شد.
در ایام جوانی، در زندان تولون به عنوان نگهبان خدمت کرد و در آن جا با ژان والژان که محکوم به اعمال شاقه بود آشنا شد.
در سال ۱۸۲۰، با کمک مسیو شابویه، معاون وزیر کشور و رئیس پلیس وقت، به عنوان بازرس به شهر کوچکی به نام مونتروی سورمر (به فرانسوی: Montreuil-sur-Mer) اعزام شد. در آن زمان، ژان والژان با اسم مستعار «مسیو مادلن» (به فرانسوی: Madeleine) در مونتروی سورمر شهرت خوبی داشت و کمی بعد، شهردار آن شهر شد. ژاور که ژان والژان را از پیش می‌شناخت، به مسیو مادلن مشکوک شد.
در سال ۱۸۲۳، در طی نزاعی که بر سر آزادی زنی روسپی به نام «فانتین» (به فرانسوی: Fantine) بین ژاور و مسیو مادلن درگرفت، ژاور به علت خشم زیاد، فوراً به پلیس مرکزی اطلاع داد که ژان والژان را یافته‌است. اما از پلیس نامه‌ای رسید مبنی بر این که ژان والژان با نام مستعار «شان ماتیو» (به فرانسوی: Champmathieu) یافت شده‌است. ژاور که خود را مجرم می‌دانست، چرا که بدون تحقیقات کافی و فقط از سر خشم، به مسیو مادلن اتهام وارد کرده‌است، از مسیو مادلن درخواست کرد که او را از کار برکنار کند، ولی مسیو مادلن نپذیرفت.
کمی بعد، مسیو مادلن به دادگاه رفت و اعتراف کرد که ژان والژان حقیقی اوست. ژاور او را بازداشت کرد ولی مسیو مادلن از زندان فرار کرده به پاریس گریخت.
در پاریس، پس از آن که ژاور در دستگیری ژان والژان لیاقت بالایی از خود نشان داد، توسط مسیو شابویه، به عنوان بازرس پلیس پاریس برگزیده شد.
در سال ۱۸۲۴، بعد از فرار مجدد ژان والژان از زندان، ژاور برای دستگیری او تلاش کرد، هر چند ناکام ماند.
در سال ۱۸۳۲، ژاور خود را از روی پل نوتردام به رودخانهٔ سن انداخت و خودکشی کرد. روز بعد جسدش یافت شد.

## مشخصات ظاهری
ژاور، مردی بلند قد با جمجمه‌ای کوچک و فکی بزرگ بود. بینی بزرگی داشت و در دو طرف صورتش، ریشی انبوه بود. لبانی باریک داشت که هنگام خندیدن از هم دور شده، دندان‌ها و لثه‌هایش را نمایان می‌کردند.
پالتویی تیره می‌پوشید. کلاهی پهن می‌گذاشت که پیشانی اش را می‌پوشاند. چانه اش زیر کراواتش مخفی بود. عصایی بزرگ به همراه داشت که معمولاً زیر لباس مخفی می‌کرد.

## شخصیت
ویکتور هوگو، ژاور را ترکیبی از بروتوس و ویدوک معرفی می‌کند. او برای معرفی بهتر شخصیت، مثلی از روستاییان آستوری می‌آورد:
«... معتقدند که گرگ، هر بار که می‌زاید، بین توله گرگ‌هایش، توله سگی هم هست که به وسیلهٔ مادرش کشته می‌شود. وگرنه قدری که بزرگ شد، همهٔ توله گرگ‌ها را می‌خورد. به این سگ، صورت آدمی دهید، ژاور خواهد شد.»
ژاور خود را «مظهر عدالت و نور و حقیقت» می‌داند. او دو احساس را به صورت افراطی داشت: احترام نسبت به مافوق و بغض نسبت به قانون‌شکنی. در این اندیشه مطلق بود و هیچ استثنایی نداشت. از نظر او، هر کس که یک بار مرتکب جرمی می‌شد، دیگر اصلاح پذیر نبود.